# Gmina Błażowa
Die Gmina Błażowa ist eine Stadt-und-Land-Gemeinde im Powiat Rzeszowski der Woiwodschaft Karpatenvorland in Polen. Ihr Sitz ist die gleichnamige Stadt (deutsch Blasow) mit etwa 2100 Einwohnern.

## Geographie
Die Gemeinde liegt im Pogórze Dynowskie (Dynówer Vorgebirge) des Karpatenvorlands. Zu den Gewässern gehört der Fluss Ryjak.

## Geschichte
Von 1975 bis 1998 gehörte die Gemeinde zur Woiwodschaft Rzeszów.

## Gliederung
Zur Stadt-und-Land-Gemeinde Błażowa gehören neben der namensgebenden Stadt die Schulzenämter (sołectwo):
- Białka
- Błażowa Dolna
- Błażowa Dolna-Mokłuczka
- Błażowa Górna
- Futoma
- Kąkolówka
- Kąkolówka-Ujazdy
- Lecka
- Nowy Borek
- Piątkowa

## Verkehr
Südlich und nördlich der Stadt verlaufen die Woiwodschaftsstraße DW 878 und DW 884. Der internationale Flughafen Rzeszów-Jasionka ist etwa 26 Kilometer entfernt.